# Hominiden-Korridor-Projekt

Das Grabenbruch-System im Gebiet von Kenia (oben), Tansania und Malawi (unten)

Hominiden-Korridor-Projekt (engl.: Hominid Corridor Research Project, HCRP) ist die Bezeichnung für ein internationales Langzeitprojekt zur Erforschung fossiler Menschenaffen (Familie Hominidae) und der Stammesgeschichte des Menschen im Großen Afrikanischen Grabenbruch. Die deutsch-amerikanisch-malawische Forschungskooperation im Südosten Afrikas besteht seit 1983 und wird seitdem von Timothy Bromage (New York University) und Friedemann Schrenk (Universität Frankfurt am Main) geleitet. Zu den bekanntesten Funden gehören der 2,5 Millionen Jahre alte Unterkiefer UR 501 eines Homo rudolfensis sowie das mit 2,3 bis 2,5 Millionen Jahren nahezu gleich alte Oberkiefer-Fragment RC 911 eines Paranthropus boisei in Malawi.

## Auswahl des Forschungsgebiets

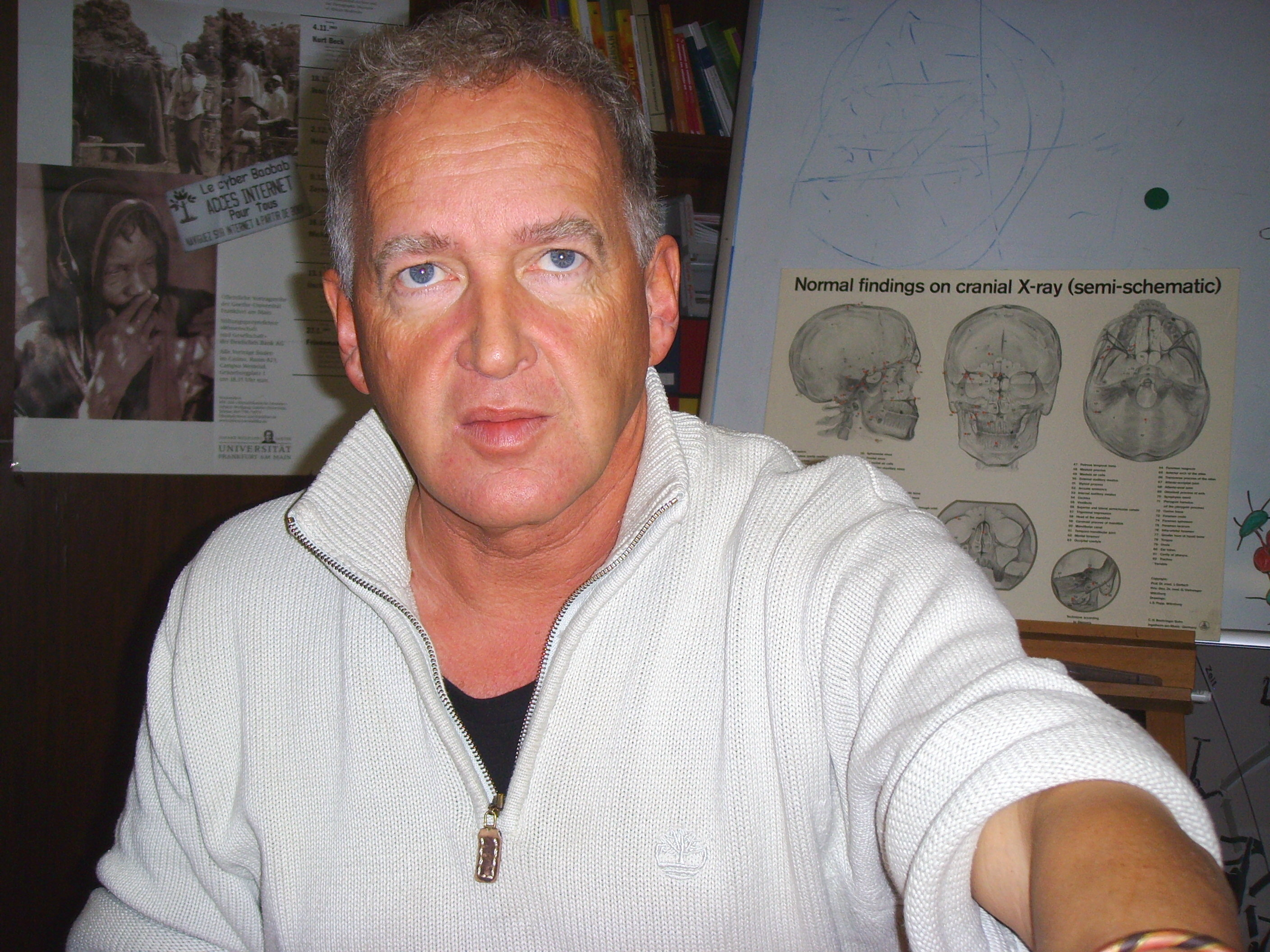
Friedemann Schrenk, einer der beiden Projektleiter

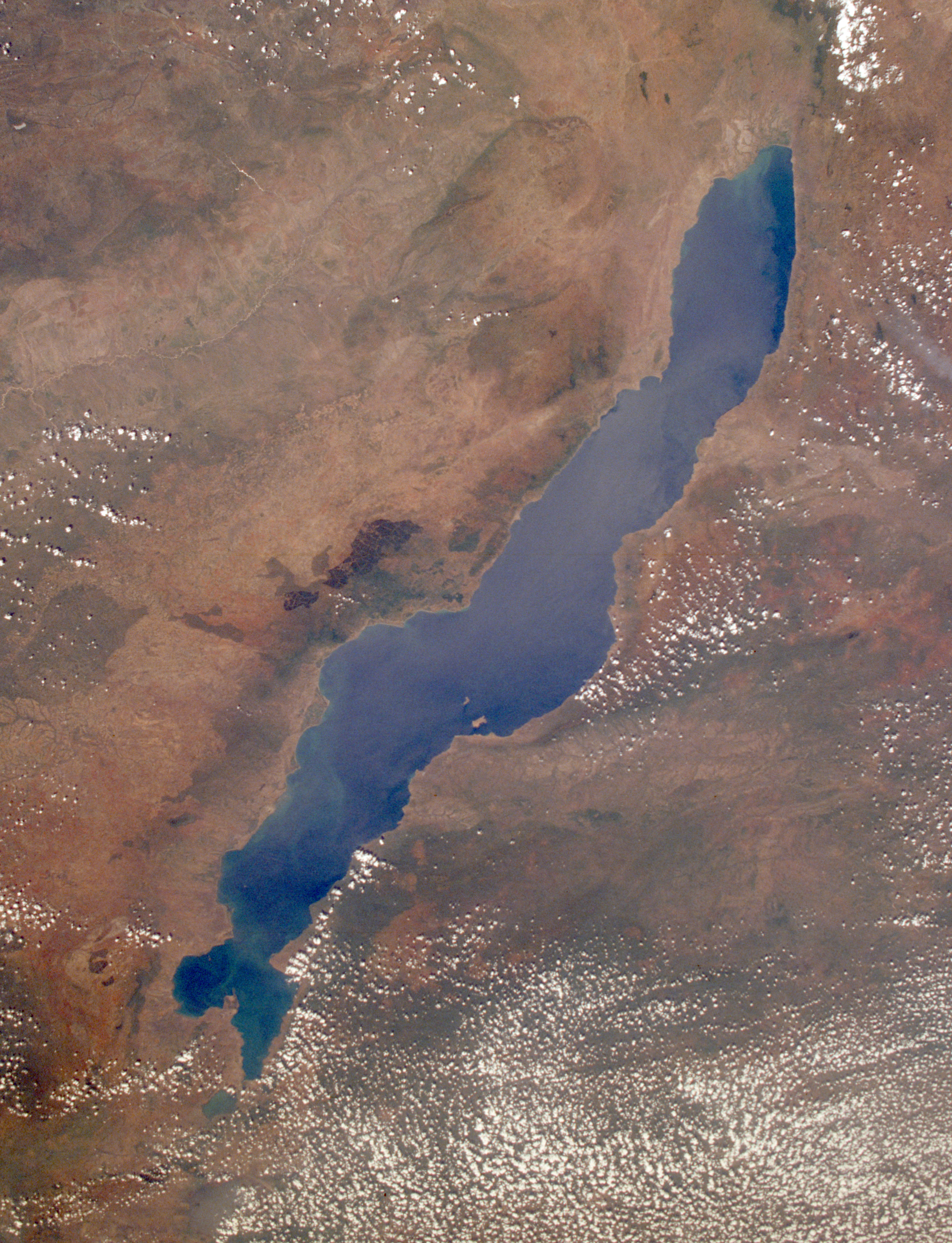
Blick aus dem Weltraum auf den Malawisee

Anfang der 1980er-Jahre gab es in Afrika drei bedeutende Fundregionen für Fossilien der Hominini-Arten: die am längsten bekannte im Bereich des heutigen UNESCO-Weltkulturerbes Cradle of Humankind im Norden von Südafrika bei Makapansgat; 3000 km weiter nördlich in Kenia (Laetoli) in der Olduvai-Schlucht; und eine erst seit Anfang der 1970er-Jahre erschlossene Fundstelle am nordöstlichen Ende des Ostafrikanischen Grabens in der Afar-Senke in Äthiopien. Aus den bis dahin bekannt gewordenen Fossilienfunden hatten Timothy Bromage und Friedemann Schrenk die Hypothese abgeleitet, dass der langgestreckte Grabenbruch ein möglicher Verbreitungskorridor der Vor- und Frühmenschen-Arten gewesen sein könnte.
Anhand von Satellitenaufnahmen und von älteren wissenschaftlichen Beschreibungen der geologischen Gegebenheiten suchten sie daher nach zu Tage getretenen, rund fünf bis zwei Millionen Jahre alten Sedimentschichten. Als besonders geeignet erwies sich ein Gebiet am nordwestlichen Ufer des Malawisees im Bereich des Malawi-Rifts:
„Der Graben bildete sehr wahrscheinlich einen Wasser führenden Korridor zwischen dem südlichen und dem östlichen Afrika, so unsere Annahme, in jedem Fall aber die schmalste mögliche Wanderroute zwischen den weit auseinander liegenden Hauptfundgebieten. Da wir vor allem die Veränderungen des Lebensraums und der Tierwelt sowie die Ausbreitungswege rekonstruieren wollten, gab es also zum Malawi-Rift keine Alternative, mochten seine Fossilien auch noch so dürftig erhalten sein. Unser Forschungsvorhaben tauften wir Hominiden-Korridor-Projekt.“
Das Malawi-Rift entstand – wie das gesamte Afrikanische Grabensystem – durch das allmähliche Einsinken der Erdkruste infolge des Auseinanderdriftens von Kontinentalplatten. Von den seitlichen Hängen und Hochflächen wurde über hunderttausende Jahre hinweg Gestein abgetragen, Richtung Talsohle gespült und dort als Sediment abgelagert. Dabei überdeckten die Sedimente Reste von Organismen und trugen so dazu bei, dass unter anderem Pollen, Knochen und Zähne vor der völligen Zerstörung bewahrt wurden. Vor rund 500.000 Jahren wurde der nördliche Abschnitt des Malawi-Rifts durch tektonische Prozesse jedoch eingeengt, was zur Folge hatte, dass zuvor abgesunkene Erdschichten wieder angehoben wurden und heute an der Erdoberfläche liegen.
Die aus dem Übergang von Pliozän zum Pleistozän stammenden, sandfarbenen Sediment-Hügel werden seit den 1920er-Jahren als Chiwondo Beds bezeichnet und repräsentieren drei aufeinander folgende Zeitabschnitte: die unterste und älteste Schicht ist rund vier Millionen Jahre alt; die oberste, jüngste 1,6 Millionen Jahre; und dazwischen befindet sich eine auf ein Alter von 3,8 bis 2 Millionen Jahre datierte Schicht.
Als nachteilig erwies sich jedoch die geringe Dichte der Fossilien, die an der Erdoberfläche zu Tage treten: Auf einen Quadratkilometer kommt gewöhnlich nur ein Fragment, lediglich an einigen wenigen Stellen häufen sich Fossilien massiv.

## Fossiliensuche
In Kooperation mit malawischen Partnern, darunter insbesondere der Archäologe Dr. Yusuf Juwayeyi von der staatlichen Behörde für Altertümer, wurde das ausgewählte, rund 80 km lange und 10 km breite Gelände nördlich des Malawisees ab 1984 systematisch erkundet. Als Anschubfinanzierung gewährte die National Geographic Society hierfür zunächst 9000 US-Dollar. In Gruppen von 20 bis 30 geschulten, meist lokalen Helfern wurden ausgewählte Flächen Quadratmeter für Quadratmeter abgeschritten und alle aus dem Boden herausgewitterten Fossilienreste aufgesammelt. Nur an wenigen, besonders fossilienreichen Stellen wurde zusätzlich gezielt gegraben. Diese zum Teil jährlich wiederholten „Aufsammlungen“ machen sich den durch Niederschläge verursachten Prozess der Bodenerosion zunutze, da nach jedem Regenfall ohne Zutun des Menschen neue Fossilien freigelegt werden und – da das Gebiet wegen seiner vielen kalkhaltigen Sandsteine unbesiedelt und für Ackerbau ungeeignet ist – an Ort und Stelle über Jahre hinweg liegen bleiben.
Besonders zahlreich unter den geborgenen Wirbeltierfossilien sind mit rund 75 Prozent die Säugetiere, von denen wiederum die Hälfte zu fossilen Antilopen gehört. Die andere Hälfte der Säugetier-Funde lässt sich Pferden, Schweinen, Giraffen, Elefanten, Primaten und Flusspferden zuordnen. Rund ein Viertel der Fossilien stammt von Fischen, Schildkröten und Krokodilen. Die Chiwondo Beds enthalten zudem große Mengen an fossilen Schneckengehäusen, die der Malawisee in vorgeschichtlicher Zeit an seine damaligen Uferzonen gespült hat.
Anhand der in unterschiedlichen Bodenschichten entdeckten Wirbeltierfauna konnte rekonstruiert werden, dass es in der Region vor rund 2,5 Millionen Jahren – parallel zu einer Eiszeit in Europa – zu einer deutlichen Klimaveränderung gekommen sein muss: In den jüngeren Schichten nimmt der Anteil von Tieren deutlich zu, die in der offenen Savanne lebten; doch auch in dieser Epoche gab es sowohl Bereiche mit ständigem Zugang zum Wasser als auch geschlossenes, trockenes Buschland.
Die Zusammensetzung der fossilen Säugetierfauna aus den Chiwondo Beds konnte zudem mit Fossilienfunden aus dem südlichen und dem nordöstlichen Afrika verglichen werden, mit dem Ziel, die biogeographischen Beziehungen zwischen diesen drei Regionen zu klären:
„Das Ergebnis: 14 Arten kamen sowohl im östlichen wie im südlichen Afrika vor, drei Arten waren rein südafrikanischer Herkunft und 17 rein ostafrikanischer Herkunft. Die größte Gruppe bildete gewissermaßen eine Rift-‚Korridor‘-Fauna, die für die Hoch- und Tieflagen Ostafrikas typisch ist. Somit können wir diesen Korridor als Bestandteil einer Aneinanderreihung verbundener Lebensräume (Habitate) verstehen, die sich als Band vom nordöstlichen Afrika bis in das südöstliche Afrika erstreckte.“

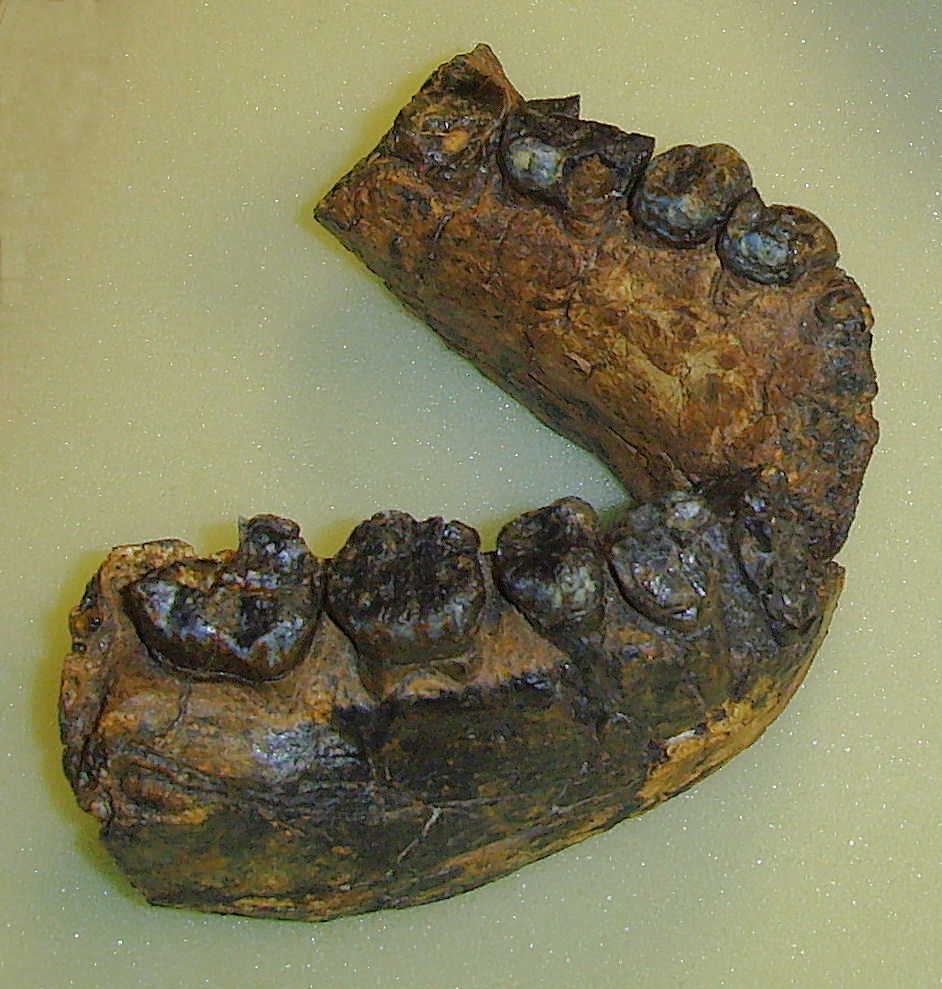
Der Unterkiefer UR 501 (Original)

Dieser Befund wurde als indirekte Bestätigung der anfänglichen Hypothese bewertet, dass der langgestreckte Grabenbruch auch ein Verbreitungskorridor der Vor- und Frühmenschen-Arten gewesen sein könnte. Eine unmittelbare Bestätigung der Hypothese erbrachten dann der 1991 ganz im Süden des Untersuchungsgebiets bei Uraha, einem kleinen Dorf unweit Karonga, gefundenen Unterkiefer UR 501 eines Homo rudolfensis sowie das im August 1996 nahe dem Dorf Malema von Stephen Mwanyongo geborgene Oberkieferfragment mit zwei erhaltenen Backenzähnen – RC 911 – eines Paranthropus boisei. Neben dem mit 2,5 Millionen Jahren sehr hohen Alter von UR 501 bestand die besondere Bedeutung beider Funde darin, dass erstmals durch nahezu gleich alte, benachbarte Lokalitäten die Koexistenz von Homo und Paranthropus – zweier ganz unterschiedlicher Hominini-Arten – im Südosten Afrika belegt werden konnte. Dies bestärkte die Theorie, dass Umwelteinflüsse – eine Ausweitung der Savannen bei gleichzeitigem Verlust von Regenwäldern infolge eines Klimawandels – zu einer Spezialisierung bei den frühen Arten der Hominini geführt haben könnten: das Erschließen von Nahrungsquellen durch eine zunehmende Spezialisierung auf den Verzehr hartfaseriger Pflanzen bei Paranthropus; das Erschließen von Nahrungsquellen durch den Gebrauch einfacher Steinwerkzeuge (Geröllgeräte) bei Homo.
Der Fund von UR 501 hatte ferner zur Folge, dass nunmehr die Art Homo rudolfensis wesentlich früher fossil belegt ist als Homo habilis, der bis dahin als die früheste Art der Gattung Homo gegolten hatte. Zudem weiteten die Fossilien UR 501 und RC 911 das nachgewiesene Verbreitungsgebiet von Homo rudolfensis und Paranthropus boisei um mehr als 1000 Kilometer nach Süden aus.

## Belege
1. ↑  Friedemann Schrenk, Timothy Bromage: Der Hominiden-Korridor Südostafrikas. In: Spektrum der Wissenschaft, Nr. 8/2000, S. 47.
2. ↑  Oliver Sandrock, Ottmar Kullmer, Friedemann Schrenk, Yusuf McDadlly Juwayeyi und Timothy G. Bromage: Fauna, taphonomy, and ecology of the Plio-Pleistocene Chiwondo Beds, Northern Malawi. In: René Bobe, Zeresenay Alemseged und Anna K. Behrensmeyer (Hrsg.): Hominin Environments in the East African Pliocene: An Assessment of the Faunal Evidence. Springer Verlag, Dordrecht 2007, S. 315–332, ISBN 978-1-4020-3097-0; doi:10.1007/978-1-4020-3098-7_12.
3. 1 2   Schrenk & Bromage, Der Hominiden-Korridor Südostafrikas, S. 49.
4. 1 2  Schrenk & Bromage, Der Hominiden-Korridor Südostafrikas, S. 48.
5. ↑  Eintrag HCRP RC 911 / HCRP UR 501 in: Bernard Wood (Hrsg.): Wiley-Blackwell Encyclopedia of Human Evolution. Wiley-Blackwell, 2011, ISBN 978-1-4051-5510-6.